# A boldogság művészete a munkában
A boldogság művészete a munkában című könyv az 1998-as A boldogság művészete – Kézikönyv az élethez című könyv folytatása. A két könyv magyar nyelvű kiadásai fordított sorrendben jelentek meg, előbbi 2004-ben, az utóbbi pedig 2008-ban. A címben szereplő munka szó nem csak a munkahelyek világára utal, hanem a boldogsághoz vezető gyakorlatok tényleges működésére, a boldogság kialakulásáért felelős erők és ellenerők összetett gépezetére. A könyv egyik üzenete, hogy nem számít mennyire kielégítő az ember munkája, hiba azt feltételezni, hogy az a boldogság egyetlen forrása. A dalai láma szerint ahelyett hogy olyan szerepet igyekeznénk találni az életben, amely számunkra megfelelő, természetes módon kellene engednünk, hogy a munkánk abból alakuljon ki, akik vagyunk, és ami a legfontosabb számunkra. Így elérhetünk egy olyan útra, amely értelmet ad és teljes önmegvalósítást.
A könyv majdnem két éven át a New York Times bestseller listáján szerepelt. Több mint kétmillió példányban kelt el.

## Tartalom
Howard C. Cutler, amerikai pszichiáter a dalai lámával éveken át tartó párbeszédei alapján állította össze a könyvet. A tibeti buddhista tanító szerint a boldogság kulcsfontosságú tényezői a hozzáállás és a szándék mélysége. A magas rangú láma hatalmas hangsúlyt fektet az észszerűségre és az elemzésre, valamint arra, hogy az egyén a tényleges valóság megfigyelése mellett határozza meg önmagát. Fontos, hogy a saját képességek és jellegzetességek meghatározása ne szenvedjen torzulást. Cutler a nyugati kutatók által használt „flow” fogalmát használja a boldogság érzésének meghatározásakor, amelyben az emberek megfeledkezhetnek az időről és az önvalóról. A dalai láma a „flow”-t a meditációs élményhez hasonlítja és kifejti, hogy ahhoz, hogy olyan boldogságot fejlesszünk ki, amely a legkeményebb megpróbáltatásokat is kiállja, ahhoz meg kell edzeni a szívünket és a tudatunkat, ki kell gyomlálni a negatív szokásainkat és az alapvető emberi értékeket kell művelnünk, úgy mint a kedvesség és az együttérzés. A dalai láma kerüli az általánosítást és kiemeli az egyéni helyzetek összetettségét.
A függelékben szerepel néhány buddhista meditációs gyakorlat.

## Magyarul
- Őszentsége, a dalai láma–Howard C. Cutler: A boldogság művészete a munkában; ford. Frigyik László; Trivium, Bp., 2004